# Operatie Amherst
Operatie Amherst was de codenaam die de geallieerden gebruikten voor een speciale commando-actie tijdens de Tweede Wereldoorlog. Deze actie vond plaats op 7 en 8 april 1945 en diende ter voorbereiding van de bevrijding van de stad Groningen door troepen van het 1e Canadese leger.
Franse parachutisten maakten deel uit van de SAS, de Britse Special Air Service. Tijdens Operatie Amherst was hun taak om verkeersknooppunten en bruggen in Drenthe en Groningen veilig te stellen. Hierdoor zouden Canadese troepen sneller naar de stad Groningen kunnen oprukken.
In totaal werden er 700 parachutisten ingezet, waaronder vier Nederlanders en een Syriër. Ongeveer de helft van hen kwam door slechte weersomstandigheden enkele kilometers van hun doel terecht. Bovendien konden sommige jeeps niet gedropt worden. Er waren in totaal 47 groepen parachutisten actief in Drenthe. Zij stonden tegenover naar schatting 12.000 verspreid gelegerde Duitse militairen en Nederlandse SS'ers in het gebied. De operatie was enigszins succesvol, hoewel deze niet geheel volgens plan verliep. Er sneuvelden 33 parachutisten, terwijl zestig gewond raakten en achtenzestig krijgsgevangen werden gemaakt. Daarnaast werden er achtentwintig als vermist opgegeven.
Een van de doelen van de Franse aanval was het Drentse hoofdkwartier van de Duitsers. Dit hoofdkwartier, bemand door 40 tot 50 militairen, bevond zich in het dorp Westerbork. Vlakbij landden 15 Fransen, die steun kregen van een plaatselijke knokploeg. Aan beide zijden werden verliezen geleden; onder de verliezen aan Duitse zijde bevond zich een generaal.
Het nabijgelegen Luftwaffe-vliegveld Fliegerhorst Havelte dat aangevallen moest worden, bleek bij aankomst al onbruikbaar te zijn door eerdere bombardementen van de RAF en de USAAF. Vliegveld Norg (Duits: Fliegerhorst Norg / Engels: Aerodrome Norg) tussen Norg en Peest, dat door parachutisten moest worden uitgeschakeld, bleek vrijwel verlaten. Deze parachutisten waren enkele kilometers verderop bij Huis ter Heide geland. De Duitsers hadden zich al teruggetrokken richting Groningen en hadden voor hun vertrek de aanwezige gebouwen opgeblazen.
Enkele acties van Franse militairen en Nederlandse verzetslieden leidden tot represailles van de Duitsers. Nadat in Diever de NSB-burgemeester was aangehouden door anti-Duitse Nederlanders, kwam een groep SD'ers uit Steenwijk om hem te ontzetten. Zij arresteerden elf mensen, waarvan zij er tien bij het kerkhof van Diever vermoordden. De elfde overleefde door zich dood te houden tussen de slachtoffers.
De noodzaak van Operatie Amherst is een onderwerp van discussie.

## Herdenking
Een daartoe opgerichte stichting wil aandacht aan de bevrijdingsactie besteden. In Assen is een monument voor de 33 gevallen Franse para's opgericht, waar jaarlijks een herdenking plaatsvindt. Het gedenkteken is op 4 mei 1985 onthuld.
Even buiten Hoogeveen staat aan de Wijsterse Weg een monument ter nagedachtenis aan 19 personen die op 9 en 10 april door de Duitsers zijn gefusilleerd omdat ze hulp boden aan de Franse parachutisten tijdens Operatie Amherst.
Op een huis aan de Koelenweg te Huis ter Heide, even ten noordwesten van Assen, is een gedenkteken aangebracht ter nagedachtenis aan zes parachutisten - vijf Fransen en een Syriër - die nabij deze plek zijn gesneuveld.